# Đức Liên
Đức Liên là một xã thuộc huyện Vũ Quang, tỉnh Hà Tĩnh, Việt Nam.
Xã Đức Liên có diện tích 26,33 km², dân số năm 1999 là 2.569 người, mật độ dân số đạt 98 người/km².